# Deadly Combination Mixtape
Deadly Combination Mixtape è un mixtape realizzato nel 2007 da Luda e DJ Tsura. Il mixtape, composto con liriche originali sovrapposte a basi americani già edite, raccoglie molti artisti della scena hip hop italiana.

## Tracce
Tra parentesi i nomi degli autori originali
1. DJ Tsura - It's Me Bitches (Intro)
2. Bassi Maestro ft. Jack the Smoker - Mr.Slow Flow (Evidence)
3. Tony Mancino - Suck It Or Not (Cam'ron)
4. DDP - Scream On 'Em (The Game)
5. Ago - Clockwork (Juelz Santana)
6. Palla & Lana - Hole In Yo Back (50 Cent)
7. Santo Trafficante - Your'z A Trick (Lil' Flip)
8. CubaClub aka Vox P - Hustlin' (Rick Ross)
9. Pesi Piuma - Ridin' (Chamillionaire)
10. Tommy Smoka ft. Tyre - Money In The Bank (Lil Scrappy)
11. Ensi - Make It Rain (Fat Joe)
12. Evergreen - Ya Meen (Method Man)
13. Vacca - So Many Diamonds (Paul Wall)
14. Mentispesse - Stuntin' Like My Daddy (Lil' Wayne)
15. P-Easy ft. Vega - How We Make In (Talib Kweli)
16. Gb - Zoom (Lil' Boosie)
17. Kayl ft. Kuno - Who Want A Problem
18. Ghemon Scienz - Pimpin' (Tony Yayo)
19. Duplici - Get Low (Status Quo)
20. Raige - Hustlers (Nas)
21. Mistaman - Trouble (Jay-Z)
22. Rayden - I Luv It (Young Jeezy)
23. Sandeasy - Let Them Hoes Know (Mobb Deep)
24. Kiffa - Vato (Snoop Dogg e B-Real)
25. Redrob - I Gotcha (Lupe Fiasco)
26. Albe e Dj Kamo - Hip Hop (Purple City)
27. Zampa ft. Stan - Back On The Block (Akon e Beanie Sigel)
28. Libo - Looking at You (The Game)
29. Cali aka Cuorenero - Stand Up Guy (T.I.)
30. Pula+ - Dangerous (Ying Yang Twins, Wyclef Jean)
31. Baby K - Put It Down (Redman)
32. Soul David - My Love (Justin Timberlake)
33. Maschi Bianchi - Get You Some - (Busta Rhymes & Q-Tip)